# Križ, Trebnje
Križ je naselje v občini Trebnje.
Križ je razpotegnjeno naselje tik ob Kriški Rebri na slemenu, ki se proti vzhodu nadaljuje preko nižjega dola Zalok in Prdljivca na Žuhov hrib. 
Na južni strani pod naseljem je ozka in močvirnata dolina Vejarja, ki od tod teče skozi Loke v reko Mirno, na jugovzhodu je Koženkov breg z njivami na terasah, na severu pa Zagorška gmajna, ki strmo pada v dolino Mirne. Njive so zaradi strme lege pretežno na terasah, v okolici hiš pa je precej sadnega drevja. V preteklosti je bila v vasi velika vaška luža Brezvar, ki se je zaradi zanemarjenosti posušila in je danes ni več.